# Суходолов Микола Макарович
Микола Макарович Суходолов  (4 травня 1920, Нагутське, Ставропольський край) — 27 листопада 2011, Київ) — український радянський скульптор, художник, заслужений діяч мистецтв УРСР (1968), член Спілки художників СРСР, член Національної спілки художників України.

## Біографія

### Ранні роки
Народився Микола 4 травня 1920 р. в селі Нагутському (нині — Мінераловодський район Ставропольського краю). Батько Макар Йосипович був землекопом. Дід Йосип Суходол — один з багатьох українських селян, які після ліквідації Катериною ІІ Запорізької Січі переселилися до Ставропілля. У Миколи ще були чотири сестри та три брата — всі мали свої господарські обов'язки. До дванадцяти років він пас корів і коней.
Юнак дуже любив малювати, але папір з'являвся рідко і це було великим святом. А у приярку з червоної глини ліпив людей і тварин та влаштовував виставки.
Перший клас він закінчив в дев'ять років, а коли родина переїхала до хутора Успенського продовжив навчання тільки в дванадцять.
Велике враження на Миколу справив педагог Кузьма Іванович Сарбаш — географ, ботанік і агроном. Він побував в багатьох місцях Радянського Союзу та ділився накопиченими знаннями з учнями. Зв'язок з учителем Микола Макарович підтримував до кінця його життя (помер Кузьма Іванович у 1986).
З 1932 р. після занять у школі підліток кожне літо працював в рільничій колгоспній бригаді верховим на конях. За пропозицією бригадира висвітлював різноманітні курйозні випадки в першій стінгазеті колгоспу ім. Е. Тельмана. У 1935 р. почав працювати кореспондентом в районній газеті «Ударник». В шостому класі взяв участь у районному огляді художньої самодіяльності з персональною виставкою живопису, де отримав першу премію у розмірі 250 крб.
Восени 1940 р. він важко
захворів, бо в селищі лютували грип і туляремія, та з важкими зусиллями закінчив дев'ятий клас.
Ще одне знайомство Миколи мало великий вплив на його подальше життя та творчу долю. 1941 року директором Нагутської школи був призначений Борис Спиридонович Буряк, член Спілки письменників України, викладач літератури. Побачивши в кабінеті колишнього директора живописні роботи, Борис Спиридонович дізнався адресу художника. Познайомились. Та здоров'я хлопця не покращувалося після перенесених грипу і тулеримії, і Борис Буряк відправив його до П'ятигорської лікарні Червоного хреста. Він підбадьорював обдарованого художника і радив парубку обов'язково вступати після війни до Київського художнього інституту (нині Національна академія образотворчого мистецтва і архітектури).
Коли окупували П'ятигорськ у 1942 р., молодий чоловік був виписаний з лікарні з незакінченим процесом абсцесу легенів і ІІ групою інвалідності, щоб продовжити лікування в рідному селі. Воєнний госпіталь міста Єсентуки мав нестаток продовольства і колгосп Миколи надавав підтримку лікарні; парубку, як члену колгоспу, надавалася медична допомога.
Легінь мріяв отримати художню освіту. У 1945 р. головний лікар санчастини, знаючи про його бажання навчатися у Києві, запропонував супроводити одного хворого, інваліда війни, додому, на Житомирщину. Доручення лікаря він виконав, а потім приїхав до Києва.
У приймальній комісії Київського художнього інституту в Суходолова відбулася бесіда з Карпом Дем'яновичем Трохименком, і він зрозумів, що шансів у живописця-самоуки мало, і вирішив складати
іспити на скульптурний факультет. Іспити Микола склав і був
зарахований на перший курс.

### Навчання в художньому інститі
Навчався в майстерні Л. Д. Муравіна, потім у М. Г. Лисенко. Вони відкрили йому головні таємниці творчої майстерності. Більш високий рівень підготовки однокурсників стимулював Суходолова до додаткових занять, особливо з композиції та малюнку. Також існували потреби заробляти на життя і допомагати родині. Малюв декоративні пейзажі і продавав на ринку.
Навчаючись на скульптурному відділенні, Микола намагався знаходити час для вивчення живопису: робив різноманітні таблиці, долав основи кольорознавства, уважно вивчав властивості кожної фарби.
Працював в майстерні на вулиці Смирнова-Ласточкіна (нині — Вознесенський узвіз), де створювали свої роботи відомі майстри: в довоєнний період Б. М. Іванов, після війни — М. Г. Лисенко. Там жила і працювала вдова Бориса Миколайовича,
Ю. М. Овсянникова-Іванова, скульптор-анімаліст.

### Діяльність митця
Закінчив Київський Художній Інститут (1951) і, згідно офіційному розподілу, потрапив до Інституту монументального живопису та скульптури, де з 1951 до 1954 р. працював спочатку молодшим, а потім старшим науковим співробітником. Пізніше він займався творчою діяльністю, брав участь у республіканських та всесоюзних виставках і конкурсах. В серпні 1952 р. Михайло Григорович запросив його взяти участь у створенні робочої моделі пам'ятника М. О. Щорсу. Це був перший монументальний досвід Миколи Макаровича. Доводилось суміщати дві роботи. Після створення метрової моделі було запропонувано Суходолову подальше співробітництво та співавторство.
Через деякий час консиліум лікарів у зв'язку з хворобою заборонив Михайлу Григоровичу фізичну діяльність на півроку, і Суходолов запросив до співпраці В. Бородая, студента п'ятого курсу. Обоє вони плідно працювали багато років.
член НСХУ з 1955 року.
1968 — заслужений діяч мистецтв УРСР, 1970 року нагороджений Почесною грамотою Президії ВР УРСР.
Майже п'ятнадцять років очолював республіканську художню раду оцінки творів.

## Роботи

### Скульптура
Як співавтор учителя, у 1952—1964 рр. працював над проектами пам'ятників:
- М. О. Щорсу (1952—1954), для Києва (у співавторстві з В. Бородаєм і М. Лисенком)
- З'єднання України з Росією (1954), для Києва
- М. В. Лисенко (1955—1962), для Києва
- О. С. Пушкіну (1954—1956), для Києва
- В. І. Леніну для Москви (1958—1960)
- В. І. Леніну для Запоріжжя (1964).

В своїх творах багато уваги приділяв створенню психологічного портрету моделі, робив безліч ескізів:
- пам'ятник О. С. Пушкіну (1960) для м. Еліста,
- надгробок академіку Протопопову (1960),
- надгробок письменнику В. С. Кучеру (1968),
- надгробок письменнику Г. П. Бойко (1979),
- надгробок письменнику та кінознавцю Б. С. Буряку,
- скульптура Скорботної матері на братській могилі в с. Синьківка на Київщині (1989),
- скульптурні портрети М. Гоголя, П. Безпощадного (1958 — 59; обидва мармур),
- «Бандуристка» (1960, дерево),
- історичний портрет М. О. Щорса (1963);
- портрети батька (1962), матері (1962), вчителя (1986) тощо.
- пам'ятник П. І. Чайковському м. Тростянець (1984) (див. Пам'ятки монументального мистецтва Сумської області охоронний номер 1729)

Остання його робота — надгробний пам'ятник відомому музиканту і викладачу Київської консерваторії О. М. Горохову.

Пам'ятник Миколі Щорсу у Києві
Пам'ятник Леніну у Запоріжжі
Надгробок Віктора Протопопова
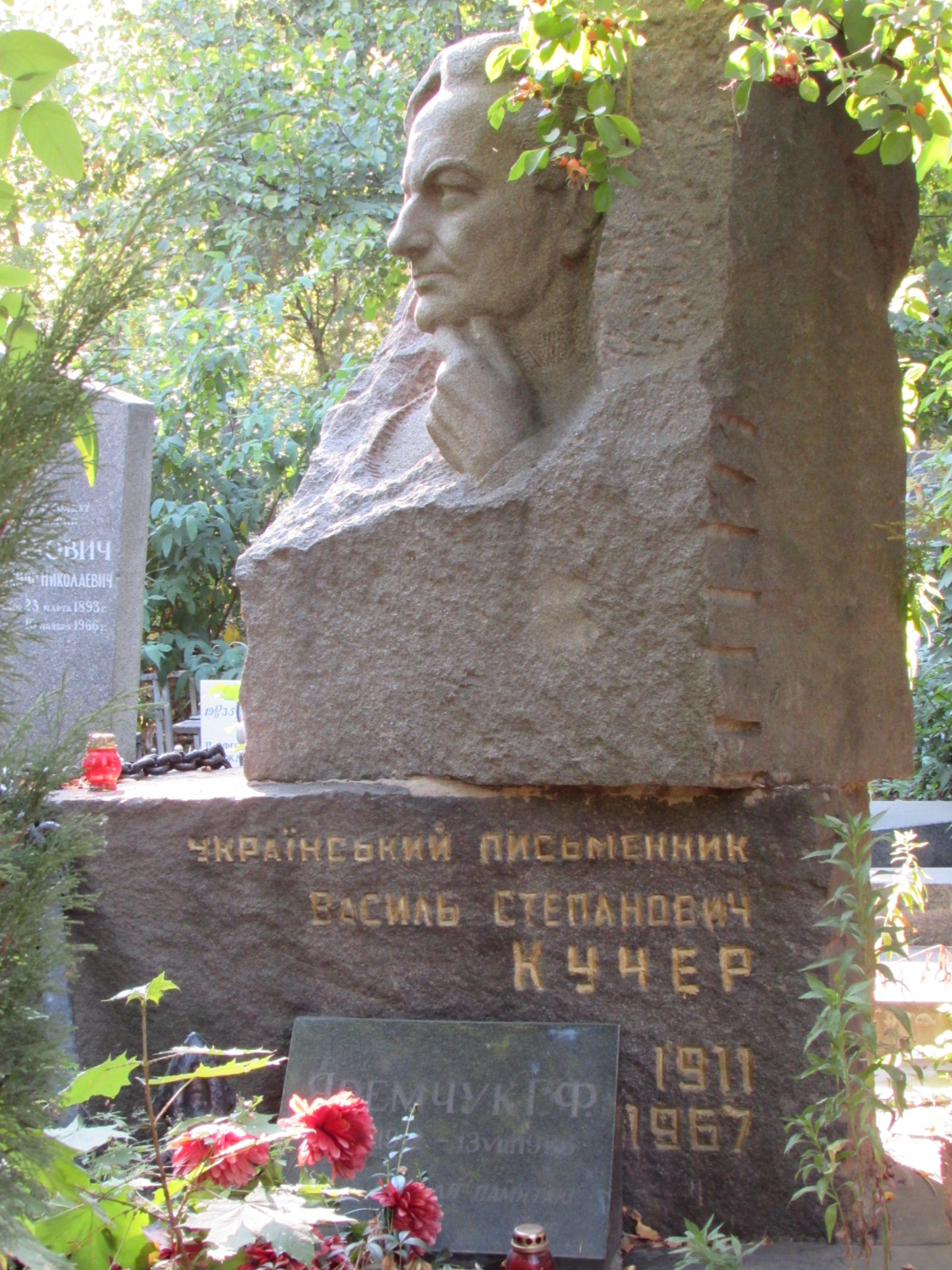
Надгробок Василя Кучера
Надгробок Григорія Бойка
Надгробок Бориса Буряка

### Живопис, графіка
- «Берег річки», 1950-і, олія, картон
- «Літні роботи», 1950-і, олія, картон
- «Седнів», 1960-і, олія, картон
- «Квіти», 1970-і, олія, полотно
- «Змійка та Бештау», Кавказ, 1970-і, олія, картон
- «Кавказ», 1970-і, олія, полотно
- «Троянди», 1980-і, олія, полотно

## Музеї з творами митця
Твори Суходолова зберігаються в Національному художньому музеї України, Донецькому і Луганському художніх музеях, Національному історико-етнографічному заповіднику"Переяслав", Великосорочинському літературно-меморіальному музеї М. В. Гоголя, Донецькому краєзнавчому музеї, Державному історичному музеї в Москві, музеї В. І. Леніна в Горках.